# Chamaeleo ruspolii
Chamaeleo ruspolii este o specie de cameleon din genul Chamaeleo, familia Chamaeleonidae, ordinul Squamata, descrisă de Boettger 1893. Conform Catalogue of Life specia Chamaeleo ruspolii nu are subspecii cunoscute.